# فرنسيس بيرن
فرنسيس بيرن هو سياسي كندي، ولد في 7 ديسمبر 1877، وتوفي في 28 مارس 1938. حزبياً، نشط في حزب كيبيك الليبرالي. وقد انتخب عضو الجمعية الوطنية في كيبك ‏.